# کنترل کیفیت

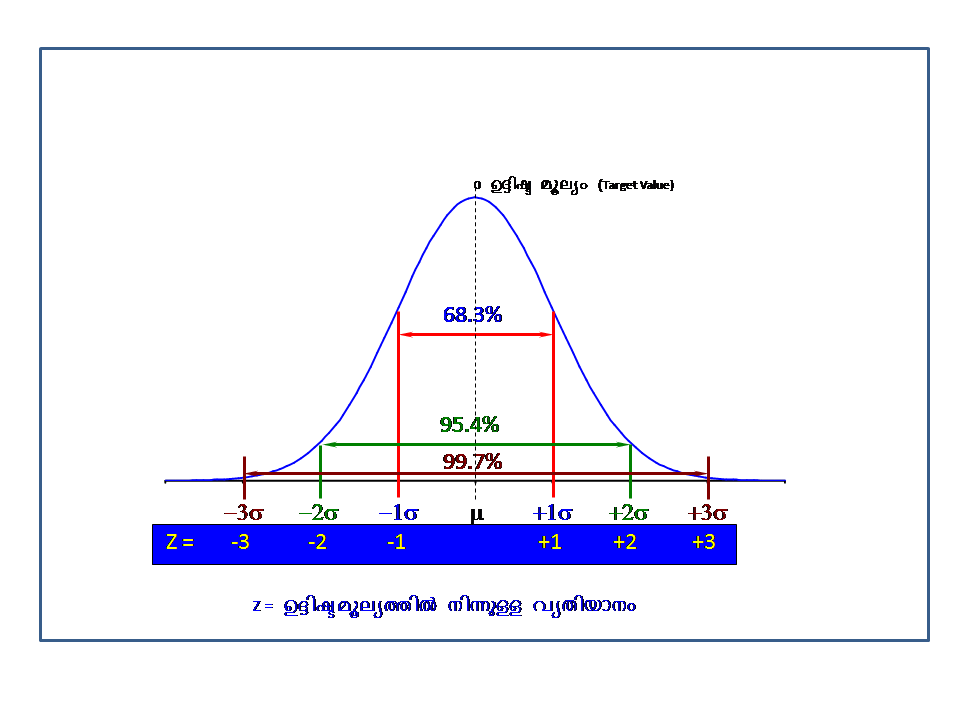
کنترل کیفیت

بخش کنترل کیفیت (به انگلیسی: Quality control، به اختصار QC)، و مهندسی کیفیت به بخشی گفته می‌شود که به درست کردن روش‌هایی مشغول است تا کارخانه بتواند به‌وسیله آن روش‌ها از مرغوبیت و مشتری‌پسند بودن کالاهای تولیدی خود مطمئن گردد. این روش‌ها و سامانه‌ها معمولاً با همکاری با دیگر رشته‌های مهندسی و بازرگانی طراحی می‌شوند. کنترل کیفی در محصولات مختلف غالبا توسط آزمایشگاه های مجاز و همکار سازمان غذا و دارو انجام می‌گیرد. 

## تعریف کنترل کیفیت
عبارت است از اطمینان از تهیه و تولید کالا و خدمات طبق استانداردهای تعیین شده یا (حصول تمامیت ویژگی‌های مطلوب در یک محصول). مثلاً اندازه‌گیری یا آزمون روی یک محصول یا کالا برای مشخص شدن این که آیا با مشخصات فنی مورد نظر مطابقت دارد یا خیر.
کنترل کیفیت مجموعه عملیاتی نظیر اندازه‌گیری یا آزمون است که روی یک محصول یا کالا انجام می‌شود تا مشخص شود آیا آن محصول با مشخصات فنی مورد نظر مطابقت دارد یا خیر.
یکسان بودن تقریبی برجسته‌کاری‌های ستونها و دیوارهای تخت جمشید، نیایشگاه‌های مصری و یونانی و دیگر سازه‌های باستانی نشانگر اینست که موضوع کنترل کیفیت از دیرباز نزد بشر وجود داشته است.
عمده بحث کنترل کیفیت مربوط به انجام نمونه‌گیری از محصولات، بازرسی آن نمونه‌ها و تعمیم نتایج به کل انباشت محصول است که بر اساس روش‌های آماری انجام می‌گیرد.
از دیگر روش‌های مورد استفاده در کنترل کیفیت، کنترل فرایند تولید محصول به جای کنترل محصول تهیه شده است که با استفاده از روش‌های آماری مانند SPC و … انجام می‌گیرد. مبحث کنترل کیفیت، جایگاه ویژه‌ای در مباحث نظام‌های جامع مدیریت کیفیت دارد.

## تاریخچه کنترل کیفیت
گرچه به یک روایت می‌توان گفت که تاریخ کنترل کیفیت با تاریخ صنایع و اختراعات هم‌زمان بوده، و از روزی که بشر اقدام به ساختن ابزارها و وسایل و ضروریات مورد نیاز خود نموده، همواره در صدد بهبود کیفیت آن‌ها بوده است، اما این موضوع تا زمان انقلاب صنعتی و تولیدات انبوه، خیلی جدی گرفته نشد و هنوز هم جز معدود کشورهای صنعتی پیشرفته مانند ژاپن، آمریکا و انگلیس در بسیاری از کشورها در عمل بهای چندانی به آن داده نمی‌شود، مگر کشورهایی که برای صادر کردن تولیدات خود ناچار به کاربرد آن هستند.
مفاهیم اولیه کنترل کیفیت از سال‌های ۱۹۰۰ در دنیا مطرح شدند، در سال ۱۹۲۴، Walter. A. Shewhart از شرکت تلفن بل، یک نوع نمودار (چارت) آماری برای کنترل کیفیت و متغیرهای آن تهیه و مورد استفاده قرار داد که در واقع شروع استفاده از آمار در کنترل کیفی است، بعدها در همین دهه، همکاران شوهارت H. F. Dodge و H.G. Romig دربارهٔ پذیرش محصول از طریق بازرسی، نمونه برداری و آزمون نظراتی ارائه کردند.

## فاکتورهای مؤثر در کنترل کیفیت
یکی از فاکتورهای مهم مؤثر در کنترل کیفیت، روش‌ها و تجهیزات تولید است. نمی‌توان تصور نمود که پیشرفت‌های سریع ثبت شده در جهت کاهش سهم نیروی انسانی در تکنولوژی در سال‌های اخیر بر روی کنترل کیفیت مؤثر نبوده است.
نظریه‌های زیادی در ارتباط با حل اتوماتیک مسئله کنترل کیفیت در سامانه‌های جدید تولیدی به نام اتوماسیون که سهم نیروی انسانی را به تدریج کاهش می‌دهد ارائه شده است. با توجه به این نظریه با کناره‌گیری تدریجی انسان، این عامل اصلی خطا از تولید، تنگناها کاهش یافته و به بسیاری از فعالیت‌های کنترل نیازی نخواهد بود.
با اینکه این نظریه تا اندازه‌ای صحیح است ولی سرعت بیش از حد تولید در سامانه اتوماسیون را نیز نباید از نظر دور داشت. در عملیاتی که سهم نیروی انسانی در آن وزین است ۵٪ خطا سبب به وجود آمدن تعدادی اسکرپ در محصولات را می‌نماید، حال اینکه حتی با در نظر گرفتن درصد قطعات معیوب یک ماشین اتوماتیکی که همان کار را با سرعت بسیار بالا انجام می‌دهد به میان ۰/۵٪، زیاد بودن بیش از حد زیاد آشکار است. در نتیجه به دلیل لزوم به‌کارگیری تولرانس‌های حساس در اتوماسیون از افزایش اهمیت کنترل کیفیت می‌توان سخن راند.
یک سامانه مؤثر کنترل کیفیت از هر یک از حلقه‌های زنجیر به وجود آمده از فعالیت‌های خواست‌ها و نظرات مصرف‌کننده تا انبار محصولات و توزیع تأثیر می‌پذیرد.
به‌طور خلاصه فاکتورهای مؤثر بر کنترل کیفیت را می‌توان به قرار زیر دانست:
- خصوصیات مربوط به بازار و مصرف‌کننده
- امکانات مالی
- نیروی انسانی (مدیریت، عناصر فنی، کارگران)
- مواد
- تأسیسات، ماشین آلات و روش‌های تولیدی
- سطح فرهنگ و تکنولوژی آموزش
- قوانین کشوری.

## هزینه‌های کنترل کیفیت
مشابه عناصر تشکیل دهنده هزینه محصول در هزینه‌های کنترل کیفیت نیز وجود دارد. در فعالیت‌های کنترل کیفیت به جای هزینه‌های نیروی کارگری مستقیم و غیر مستقیم و مواد مصرفی مستقیم، هزینه‌های اندازه‌گیری، ارزیابی و محصول معیوب قرار گرفته‌اند.
هزینه‌های سرمایه‌گذاری از مجموع هزینه‌های استهلاک تأسیسات و تجهیزات کنترل کیفیت، بهره و فرصت از دست رفته (در نتیجه انصراف از سرمایه‌گذاری‌های مختلف به وجود می‌آید) تشکیل می‌شود. هزینه‌های گروه دوم نسبت به شدت فعالیت‌های کنترل کیفیت تغییر می‌کند.

### هزینه‌های پیشگیری
- طرح‌ریزی کیفیت : تهیه و تنظیم روش‌های بازرسی و تست، استانداردهای کیفیت و مشخصات فنی با در نظر گرفتن خواست‌ها و نظرات مصرف‌کننده، شرایط طراحی و امکانات ساخت.
- کنترل عملیات : تعیین ظرفیت‌های مربوط به کیفیت ابزارهای تولیدی موجود، هدایت و راهنمایی پرسنل کارگاه در اجرای طرح‌های کیفیت، تحقیق و بررسی راه‌های مختلف افزایش به‌کارگیری ماشین‌ها (ظرفیت از نظر کیفیت).
- فعالیت‌های تحقیق و توسعه : فعالیت‌هایی است به منظور تحقق کیفیت عالی با حداقل هزینه ممکن در ارتباط با ضریب اطمینان، مواد جدید، روش‌های اندازه‌گیری، ابزارهای تست و نظیر این‌ها.
- طراحی و توسعه ابزارهای اندازه‌گیری.
- آموزش : تهیه و تنظیم و اجرای برنامه‌های آموزشی متناسب با نیازهای دپارتمان کنترل کیفیت و پرسنل در ارتباط ساخت.

### هزینه‌های اندازه‌گیری و ارزیابی
- بازرسی و کنترل مواد وارده : بازرسی و تست‌هایی است که به منظور تطابق یا عدم تطابق مواد خام، قطعات و تجهیزات مورد نیاز با مشخصات تعیین شده از قبل انجام می‌گیرد.
- تست‌های آزمایشگاهی : تست نمونه‌های انتخابی از محل کار در آزمایشگاه و تنظیم گزارش‌های لازم.
- تعمیر و نگهداری و تنظیم : انجام کارهای تعمیر و نگهداری ابزارهای اندازه‌گیری و سایر وسایل و تنظیم آنها.
- بازرسی : کلیه اندازه‌گیری‌هایی که در حین عملیات بر روی محصولات نیمه تمام و تمام شده انجام می‌گیرد و تست‌های مقاومت کاربردی و مانند آنها.
- مواد : مواد و انرژی صرف شده در اثنای تست و بازرسی و محصولاتی که بر اثر تست‌های مخرب از بین می‌روند.
- کنترل نیروی کارگری : فعالیت‌های کنترل که به منظور ارزیابی فعالیت و کارکرد پرسنل کنترل کیفیت انجام می‌گیرد.
- آمادگی‌های تست و بازرسی.
- آنالیزها : آنالیز نتایج بدست آمده از اندازه‌گیری‌های انجام شده بر روی مواد وارده، عملیات ساخت و محصول، در مرکز کنترل کیفیت و گزارش آن به واحدهای مربوط.

### هزینه‌های محصول معیوب
- اسکرپ : مواد، محصولات نیمه تمام و تمام شده‌ای که به دلیل عدم تطابق با مشخصات کیفیت مورد نظر، به عنوان معیوب مشخص می‌شوند اسکرپ نامیده می‌شود. اسکرپ‌ها ممکن است به دلیل خطاهای داخل یا خارج کارخانه به وجود آیند. باید دقت نمود که هزینه‌های اسکرپ‌های ناشی از تغییرات طراحی، روش کارهای اشتباهی، کهنگی و غیره را در گروه‌های مجزای خارج از هزینه‌های کیفیت جمع‌آوری نمود.
- درست کردن یا تعمیر : مواد و نیروی کارگری صرف شده در اجرای فعالیت‌های تعمیر و درست کردن به منظور تأمین شرایط کیفیت مورد نظر.

## گروه کنترل کیفیت
گروه کنترل کیفیت گروه کوچکی از کارکنان است که ماهیت کار مشابه دارند و برای حل مشکلات یا بهبود فرایند کاری در راستای اهداف و فعالیت‌های کنترل کیفیت سازمان، به صورت داوطلب و با انگیزه درونی و بدون هیچگونه نظارت خارجی و از طریق تشکیل جلسات منظم و حضوری در اوقات فراغت برای افزایش بازده کیفی شرکت یا کارخانه خود تلاش می‌کنند.